# 西岡晃
西岡 晃（にしおか あきら、1973年（昭和48年）12月27日 - ）は、日本の政治家。元山口県美祢市長（1期）、元美祢市議会議員（通算4期、旧制2期・新制2期）。

## 来歴
山口県美祢市豊田前町出身。美祢市立豊田前小学校、美祢市立豊田前中学校卒業。1992年（平成4年）3月、下関市立下関商業高等学校卒業。同年4月、三菱樹脂に就職。
2003年（平成15年）4月、旧美祢市議会議員選挙に初当選。2007年（平成19年）に再選。
2008年（平成20年）3月21日、旧美祢市は美東町および秋芳町と新設合併し、新市制による美祢市が発足。これに伴って4月に行われた市議選で初当選。2012年（平成24年）に再選。
2015年（平成27年）11月19日、翌年実施予定の美祢市長選挙に出馬する意向を表明。2016年（平成28年）4月17日に行われた市長選で現職の村田弘司を破り初当選。4月27日、市長に就任。選挙の結果は以下のとおり。
※当日有権者数：21,935人 最終投票率：76.41%（前回比：-1.37pts）
| 候補者名 | 年齢 | 所属党派 | 新旧別 | 得票数  | 得票率 | 推薦・支持 |
| -------- | ---- | -------- | ------ | ------- | ------ | ---------- |
| 西岡晃   | 42   | 無所属   | 新     | 8,624票 | 52.32% |            |
| 村田弘司 | 63   | 無所属   | 現     | 7,858票 | 47.68% |            |

### 不祥事
美祢市は台湾のそれぞれの都市と友好都市交流を積極的に行っており、2018年（平成30年）は台中市を中心に開催されるイベント「2018台中フローラ世界博覧会」の開幕式に合わせ、11月2日から5日の日程で、西岡市長、戎屋昭彦市議、徳並伍朗市議、観光協会会長らを台湾に遣わした。
ところが視察先の台湾で市議とともに風俗店を訪れ、西岡のひざの上の女性が上半身裸になったことが発覚した。その後、現地の女性とホテルのエレベーターに乗り込むのを市議2人によって目撃される。市議会議長は11月28日、西岡に「疑惑のある市長の提案した議案の審議には応じられない」と通告。翌11月29日は市議会定例会の開会日であったが、市議9人が欠席し、定足数の半数に満たなかったことから本会議が開けない状態となった。
こうした事態を受け、西岡は12月20日に辞職を表明。同日の臨時市議会本会議にて12月31日付での辞職が承認された。なお西岡自身は「出直し市長選挙に出馬し、市民の信を問う」として、自身の辞職に伴い2019年（平成31年）2月10日に執行される美祢市長選挙に立候補する意思を表明した。同日に行われた出直し選挙で、前副市長の篠田洋司、元市長の村田弘司らを破り再選（任期は2020年4月26日までで変わらず）。投票率は72.69％で、過去最低を記録した。
※当日有権者数：21,419人 最終投票率：72.69%（前回比：－3.72pts）
| 候補者名 | 年齢 | 所属党派 | 新旧別 | 得票数  | 得票率 | 推薦・支持 |
| -------- | ---- | -------- | ------ | ------- | ------ | ---------- |
| 西岡晃   | 45   | 無所属   | 前     | 6,594票 | 42.81% |            |
| 篠田洋司 | 55   | 無所属   | 新     | 6,045票 | 39.24% |            |
| 村田弘司 | 65   | 無所属   | 元     | 2,763票 | 17.93% |            |

2020年（令和2年）4月19日に行われた市長選で前回戦った篠田に敗れ落選。
※当日有権者数：20,662人 最終投票率：74.51%（前回比：＋1.82pts）
| 候補者名 | 年齢 | 所属党派 | 新旧別 | 得票数  | 得票率 | 推薦・支持 |
| -------- | ---- | -------- | ------ | ------- | ------ | ---------- |
| 篠田洋司 | 56   | 無所属   | 新     | 7,879票 | 51.82% |            |
| 西岡晃   | 46   | 無所属   | 現     | 7,327票 | 48.18% |            |

2023年（令和5年）12月22日、翌年2024年（令和6年）4月21日に執行される美祢市長選挙への立候補を表明したが返り咲きはならなかった。※当日有権者数：18,795人 最終投票率：70.18%（前回比：－4.33pts）
開票結果は、当選 篠田洋司（60歳）無所属 現 7,679票（59.12%）、西岡晃（50歳）無所属 元 5,310票（40.88%）だった。